# Tchakadjam
Tchakadjam (ou Tsakadjam) est un village du Cameroun situé dans le département du Mayo-Tsanaga et la Région de l'Extrême-Nord. Il fait partie de la commune de Mokolo et du canton de Moufou.

## Population
En 1966-1967, la localité comptait 69 habitants, principalement des Peuls, des Guiziga et des Hina .
En 2005, lors du recensement général de la population et de l'habitat, on y a dénombré 3 868 habitants.